# Mare de Déu del Grau
Mare de Déu del Grau és un edifici del municipi de Gallifa (Vallès Occidental) protegida com a bé cultural d'interès local.

## Descripció
Es tracta d'una església d'una nau de planta rectangular i capçada per un absis semicircular. La coberta de la nau és de canó generada per un arc de mig punt (bastida el S. XIX) i s'il·lumina amb dues finestres de doble esqueixada. L'absis és cobert per una volta de quart d'esfera i té una petita finestra d'una sola esqueixada. La porta d'entrada s'obre al mur de migdia i està formada per arc de mig punt. L'aparell dels murs és fet amb pedres de paredar de mides diverses desbastades per la part visible, la pedra de la porta presenta un treball més acurat.
A l'exterior i sobre la façana de ponent hi ha un campanar d'espadanya. No té ornamentació esculturada, però si una línia incisa sobre la rejuntada de les pedres, molt comú en aquell temps. Els contraforts visibles a les façanes de migdia i de ponent es varen afegir per contrarestar l'empenta de la volta.
Artísticament evidencia elements romànics de la mateixa època de la Capella del Castell i de l'Església Parroquial de Gallifa. És un edifici romànic, de nau i absis, amb contraforts al mur de migdia i del nord, ja que s'obria i amenaçava amb la
 Originàriament pertanyia a la Casa Comtal de Barcelona. L'any 1160 fou venut o infeudat als Rocafort i l'any 1357 passà a Ramon de Centelles. Durant els segles XV-XVI, els Gassius (successors) en mantenien el domini. Al llarg dels segles xvii i XVIII va passar als Talladella.
El castell va perdre el seu caràcter de fortalesa al segle xvi per esdevenir només el centre de la parròquia de Santa Maria del Castell a partir dels segles següents, com a sufragània de la parròquia de Sant Pere i Sant Feliu.
L'any 1985, a causa del seu estat ruïnós fou enderrocat l'edifici de planta rectangular situat entre la capella i la torre de planta semicircular.
Es troba en estat de ruïna. Té el portal a migdia i un campanar d'espadanya.

## Història
Aquesta església és documentada per primera vegada el 1227 amb el nom de Santa Maria "de Gradu". Ha sorfert moltes restauracions i consolidacions al llarg del temps, motivades per una construcció precària. L'any 1643 es beneí de nou, se suposa, per tant, que es feren obres d'importància. Els anys 1702 i 1753 es prohibeix el culte si no s'arranja l'edifici, cosa que es devia fer, perquè l'any 1766 s'hi autoritza novament el culte.
El 1848 fou substituïda la coberta de fusta per un volta de pedra massa pesant per això se suspèn novament el culte l'any 1850 i es reprèn el 1866 després de construir-se uns contraforts. L'any 1982 s'hagué de reforçar la volta una altra vegada.
L'Ermita de Grau és la més antiga, segons s'esmenta en els documents de l'Arxiu. Antigament pertanyia a la demarcació de la Capella del Castell, sufragània de la parròquia. Existia ja el 1227 i hi ha notícies del seu culte al llarg dels segles. Bernat de Gassius, senyor del Castell de Gallifa, en el seu testament fet l'any 1348, llegava a Santa Maria del Grau, dos sous catalans. Actualment, restaurada i beneïda solemnement el 29 de desembre de 1866, s'hi fa un aplec el dilluns de Pasqua.
En el 1818 es va unir a la propera parròquia de Sant Sebastià de Montmajor. Aquests darrers anys novament la volta de l'absis s'esquerdà i amenaçava de partir-se en dues meitats. Els veïns de Sant Sebastià es preocuparen de travar-la amb ferros i uns contraforts.